# Jean-Jacques Morvan
Pour les articles homonymes, voir Morvan (homonymie).
Jean-Jacques Morvan, né à Paris le 7 janvier 1928 où il est mort le 4 septembre 2005, est un peintre, sculpteur, graveur et écrivain français. Il est également comédien, journaliste, critique et auteur-compositeur. Il fut peintre officiel de la Marine et membre du jury des prix Édouard et Tristan Corbière à Morlaix.

## Biographie

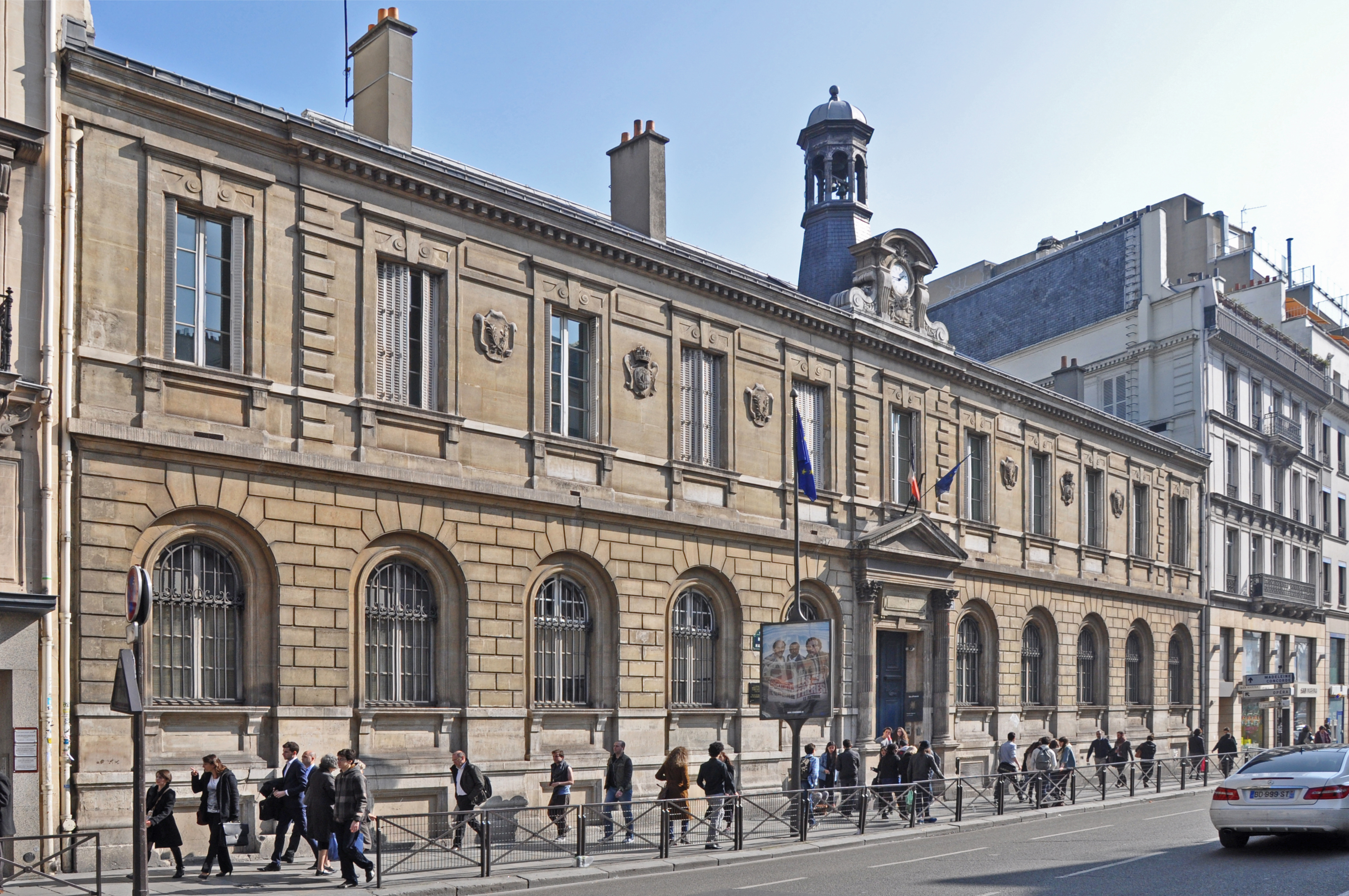
Paris, le lycée Condorcet.

Né à Paris d'une famille de marins, Jean-Jacques Morvan est élève du lycée Voltaire, puis du lycée Condorcet à Paris.
En 1944, membre d’une équipe de secours, il est un témoin actif des combats de la libération de Paris. L’année suivante, il participe à l’assistance et à l’escorte des déportés à leur retour des camps. Il est alors soumis à des impressions qui ne le quitteront plus. Jacques Mousseau évoque à ce propos : « il a grandi sous l'occupation allemande de la France et, happé par les misères environnantes qu'il devine ou entrevoit, il s'est engagé dans des actions qu'on qualifierait aujourd'hui d'humanitaires. Ainsi est-il, à l'hôtel Lutetia, membre d'un groupe d'accueil des rescapés des camps nazis de la mort. Les êtres squelettiques, aux grands yeux fixes dans des visages émaciés, silencieux, dont il guide les pas trébuchants, se gravent à jamais dans sa mémoire. Ils ne s'en échapperont plus. Ils hanteront à jamais ses jours et ses nuits. Sa sensibilité est bouleversée pour la vie. »

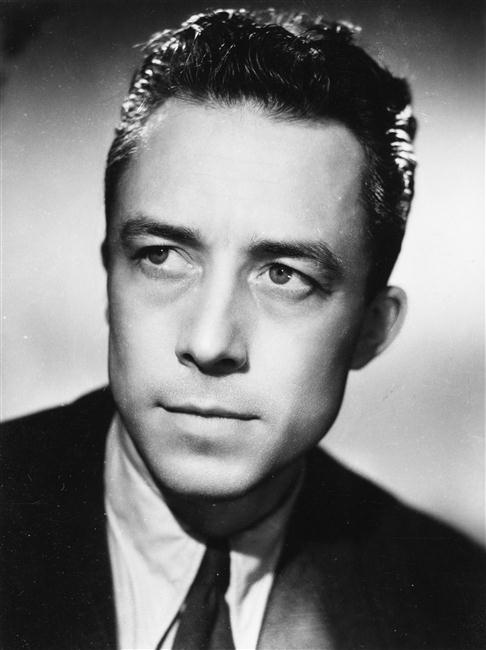
Albert Camus.

C'est de fait en 1945, qu'il entre à l'École nationale supérieure des arts décoratifs avec Raoul Pradier, Michel de Gallard et Paul Rebeyrolle mais que, parallèlement, il suit durablement sa seconde vocation, celle de comédien.
Jean-Jacques Morvan est sélectionné pour le prix de la Critique en 1951 et 1956, pour le prix de la revue Le Peintre en 1956. À partir de 1959, il se partage entre Paris (d'abord au 1, rue Gervex, plus tard cité Montmartre-aux-artistes, au 189 de la rue Ordener), la Bretagne et Saumane-de-Vaucluse où il installe son atelier dans l'ancien moulin à huile.
Ami de René Char, c'est ce dernier qui le présente à Albert Camus avec qui il collabore à la revue Témoins.
Jean-Jacques Morvan repose au cimetière de Plouezoc'h. Jacques Prévert lui dédie le poème Peinture de Morvan.

### Citation
« J'ai traqué les filles et le soleil qui entrait en elles. J'ai creusé et trouvé l'ombre. Les gris et les ocres et les rouges et les ors se sont ordonnés. Et cette lumière gagnée à vingt-cinq ans partout m'accompagne. Fidèle à ce monde qui me fut donné, je veux être de cette race d'artistes qui tentent, une vie durant, de superposer sans bavure ces deux petites phrases terribles : ce que veux, ce que je peux. »

— Jean-Jacques Morvan

## Expositions
- 1947 : Salon des moins de trente ans, Paris[4].
- 1951 : Galerie La Boétie, première exposition personnelle à Paris[4].
- 1952, 1954 : Salon de la Jeune Peinture, Paris[4].
- 1952, de 1954 à 1958 : Salon des indépendants, Paris[4].
- 1954 : Salon d'automne, Paris[4].
- 1955, 1957, 1958 : Salon Comparaisons, Paris[4].
- 1955-1957 : Galerie Saint-Placide, Paris[4].
- 1955-1958 : L'École de Paris, Galerie Charpentier, Paris[4].
- 1955-1959 : Salon du dessin et de la peinture à l'eau, Paris[4].
- 1956-1959 : Salon Terre latines, Paris[4].
- 1957 : Salon des peintres témoins de leur temps, Paris, 1957[4].
- 1958 : Paul Aïzpiri, André Cottavoz, Jean Marzelle, Jean-Jacques Morvan, Marcel Mouly, Centre culturel américain, Alger.
- Mai-juin 1958 : Jean-Jacques Morvan - La mer, Galerie Bellechasse, Paris[9].
- 1959 : Jean-Jacques Morvan - La mer, Galerie Espace, 1959[4].
- 1959 : Galerie Vidal, Paris.
- Octobre-novembre 1960 : Gouaches, aquarelles, monotypes - Roland Bierge, Camille Hilaire, Jean-Jacques Morvan, Michel Patrix, Maurice-Élie Sarthou, Galerie Anfora, Paris[10].
- 1961 : Jean-Jacques Morvan - Dix ans de peinture, Musée des Jacobins, Morlaix[11].
- Août-septembre 1961 : Salon Grands et jeunes d'aujourd'hui, Hôtel Martinez, Cannes.
- 1962 : Première exposition à New-York, Galerie Findlay.
- 1962 : Jean-Jacques Morvan, Galerie Robert Schneider, Paris, du 16 mai au 14 juin.
- 1962 : Biennale de Menton.
- 1964 : Vagues et feux de bois, Galerie Katia Granoff, Paris. 1er Salon d'Angers, Jean-Jacques Morvan invité d'honneur.
- 1966 : Importante exposition au Château de Villa à Sierre.
- 1967 : Décoration du Pavillon Français à l'Exposition Terre des Hommes à Montréal.
- 1969-70 : Trois expositions importantes: Musée du Québec, Musée des beaux-arts de Mexico, Maison de la Culture à Rennes. Achat d'une toile pour le Musée du Vatican.
- 1971-72 : Rétrospective 20 ans de peinture (133 œuvres) organisée par la Direction des Musées de France dans cinq villes (dont Musée des beaux-arts d'Orléans, octobre 1971 - janvier 1972)[8]. Commence une longue collaboration avec la Monnaie de Paris. Exposition internationale de sculpture dans le métro.
- 1973 : Exposition à Tokyo. Toutes les toiles restent au Japon.
- 1973 : Palais des Arts et de la Culture à Brest : peintures, sculptures, spectacle.
- 1974 : Festival d'Aix-en-Provence. Exposition à Budapest.
- 1974-75 : Nuit et Brouillard, 50 œuvres sur le thème des camps nazis présentées dans différents musées.
- 1976 : Huit peintres dans le métro : 3 jours - 3 nuits pour une œuvre de très grand format.
- 1978 : Organise le Festival peinture-musique-mime-poésie à Saint-Émilion (L'Art et la Cité). Y expose en l'église monolithe avec Constantin Andreou, Antonio Guansé, Henri Guibal, Serge Labégorre, Jacques Lagrange, Robert Lapoujade et Raymond Guerrier du 22 au 26 septembre.
- 1980 : Rétrospective couvrant 15 dernières années au Palais des Festivals à Menton. Expose à Caracas.
- 1981 : Le Président Jacques Chaban-Delmas inaugure à Bordeaux, un musée contenant l'intégralité de son œuvre sur la déportation et la Résistance.
- 1982 : Vingt ans d'une galerie de province : Galerie L'Œil écoute - Olivier Debré, Aline Gagnaire, Pierre Graziani, Jean-Jacques Morvan, Michel Moskovtchenko, Georges Romathier…, Espace lyonnais d'art contemporain, Lyon.
- 1982-84 : Voyage aux quatre coins du monde à bord de la Royale. Peint, écrit. Expositions en Chine et en U.R.S.S.
- 1985 : Exposition officielle au Cameroun, puis exposition à Lausanne.
- 1987 : Le groupe Frantour lui commande 5 tapisseries et des grands formats en peinture pour décorer son centre de vacances "Marina Viva" en Corse. Frantour lui avait déjà passé commande d'une série d'affiches pour l'ensemble de ses centres touristiques.
- 1988 : Exposition en France sur le thème "Les Pyrénées".
- juin-juillet 1989 : La Mer, Hôtel du Palais, Biarritz[12].
- 1990 : Importante exposition à Carcassonne avec création directe devant le public : peinture-percussions avec Jacky Craissac.
- 1991 : Hommage à Saint-John Perse, Musée de Pointe-à-Pitre.
- 1991 : Exposition à Mexico.
- 1991 : Salon France America, Maison française de Washington, 1991[13].
- 1992 : Jean-Jacques Morvan - Mers et océans, Musée d'art de Toulon.
- 1992 : De Bonnard à Baselitz - Dix ans d'enrichissements du cabinet des estampes, Bibliothèque nationale de France[14].
- 1992 : Hommage à Saint-John Perse, Fondation Saint-John Perse à Aix-en-Provence.
- 1993 : De Liberté en Liberté : depuis plus de 30 ans il travaille sur les thèmes de la violence et de l'intolérance. 46 œuvres seront présentées à Brive et création devant le public avec Jacky Craissac et ses percussions, puis au Musée des Beaux-Arts à Bordeaux avec animations et les écoles.
- 1993 : Exposition à la Bibliothèque de Brest puis à la Médiathèque de Nantes sur le thème des Fables de La Fontaine. Cette exposition internationale se déplacera à Château-Thierry, au Canada, Bénin, Syrie, Jordanie, etc. pendant deux ans.
- 1994 : Se consacre d'une manière importante à l'écriture. Exposition organisée par la S.N.C.F. dans ses locaux Galerie de la Gare de l'Est.
- 1994 : Exposition Galerie 42 à Mougins. À nouveau, séjour en Grèce : Hydra et Athènes.
- 1995 : Découvre et travaille à Chausey. Exposition officielle de l'ensemble de son œuvre sur Nuit et Brouillard de Bordeaux à Paris pour le cinquantenaire de la libération des Camps. Exposition au Liban, et en Syrie. Exposition à Paris chez Erik Schaix.
- 1996 : Depuis quelques années participe à de nombreuses expositions avec les Peintres de la Marine.
- 1996 : Voyage à bord du Latouche-Treville en Atlantique.
- 1996 : Participe à Brest 96. Exposition à la médiathèque Jacques-Demy de Nantes sur le thème "Le Petit Prince".
- 1997 : Jean-Jacques Morvan - Rétrospective de 40 ans d'affiches, Musée de l'affiche, Locronan du 3 avril au 15 juin[15].
- 1997 : Palmyre, Hydra, côtes bretonnes, Erik Schaix, Paris du 4 au 25 juin.
- 1997 : Paysages d'ici et d'ailleurs, Anet, du 7 au 10 juin.
- 1997 : Ciel de sable, FNAC de Nantes du 16 au 23 juin et Médiathèque Jacques-Demy de Nantes, du 24 juin au 30 août, avec André Villers et Michel Butor.
- 2000 : Jean-Jacques Morvan, peintre officiel de la Marine, Sainte-Marine (Combrit).
- 2000 : Un cri sans voix - Départ et répression dans la peinture de l'artiste français Jean-Jacques Morvan, Musée de la résistance d'Amsterdam, 2000[16].
- 2001 : Jean-Jacques Morvan - Nuit et Brouillard, Théâtre de la Place, Liège (dans le cadre du Festival de Liège), du 23 janvier au 14 février[17].
- 2001 : Les peintres officiels de la Marine font escale à l'Assemblée nationale; Assemblée nationale, Paris, du 25 septembre au 12 octobre[18].
- 2006 : Jean-Jacques Morvan - Nuit et brouillard, Centre européen du résistant déporté, site du camp de concentration de Natzweiler-Struthof, du 25 juin au 24 décembre[19].
- 2007 : Jean-Jacques Morvan, Galerie du siège du Crédit mutuel de Bretagne, Le Relecq-Kerhuon, de février à avril[20],[21].

## Réception critique
- « Morvan, comme tous les peintres, se sert des brosses, mais il leur préfère l'humble lame de rasoir. Non seulement il l'emploie pour étaler sa pâte, mais pour l'égaliser, pour la traiter. Parvenu au stade final, il a encore recours au rasoir pour applique çà et là de minces glacis transparents. Mprvan préfère se servir de la couleur pure, telle qu'elle sort du tube. L'emploi de la lame de rasoir lui permet de jouer avec bonheur des diverses superpositions de pâte. Il enlève une épaisseur par-ci et par-là, ce qui lui laisse paraître des "dessous". Ses savants grattages donnent à la matière de ses œuvres une saveur bien particulière. » - Agnès Humbert[22]
- « Lentement, durement, Morvan a découvert qu'il avait "les mêmes faims que le soleil" et il s'est mis à explorer les "marches" de son univers d'homme, pour mieux comprendre, pour mieux aimer, dire sa joie. Le petit-fils de marin a repris la mer. Il s'est confié à la vague, au feu, il a rêvé du couple. Et les plus vieilles forces du monde, les nœuds de la vie lui ont livré beaucoup de leurs secrets. Je vois un parallèle symbolique entre la tentative de Jean-Jacques Morvan de revenir aux sources de la vérité et le phénomène de saturation que traverse actuellement l'art de peindre dans le monde. Je crois que Morvan est un des précurseurs de ce "midi de la conscience" dont parlait Paul Valéry. » - André Parinaud[2]
- « Pour un peintre, comme pour un écrivain, la simplicité ne vient qu'avec le métier. Et le métier ne vient qu'avec l'amour. Aimer la pâte, savoir en tirer soi-même des jouissances que rien ne saurait remplacer, c'est cela être peintre. Morvan le sait, mais il sait aussi que le métier de peintre est une longue souffrance qui conduit au bonheur. » - Bernard Clavel[23]
- « C'est au contact des éléments naturels qu'il approfondira l'essence de son inspiration. Abandonnant la rigueur constructive qui fut longtemps à la base de son travail, il a opté pour un style plus libre, à la limite parfois de l'informel, continuant d'évoquer, avec le même bonheur, la mer, les vagues et le feu, jouant de toutes les ressources d'une très riche palette. Bien que fort sensuelle, sa peinture obéit à un besoin profond de connaissance à travers l'expérimentation même de la matière et des moyens de la dominer. » - Le Robert, Dictionnaire universel de la peinture, tome 5, page 51
- « Des impressions de peintre-poète, une manière inattendue d'affronter le spectacle toujours recommencé de la mer au bord de laquelle il vit, en Bretagne le plus souvent : à l'écart des modes qui se démodent, Morvan édifie une œuvre singulière relativement méconnue du grand public mais fort appréciée des milieux littéraires. » - Gérald Schurr[12]
- « Jean-Jacques Morvan peint les sensations qui éveillent en lui le monde marin, la mer, le rivage. Chacune de ses créations respire l'air du large et le souffle iodé de l'océan, sur le front palpitant de la langue de sable... Ainsi le rivage n'est ni totalement la terre, ni encore la mer. Il est le confluent où les éléments se confondent, en même temps que l'eau est un trait d'union entre la vie et ses origines. Parfois, ce peintre ajoute des matériaux marins à la peinture. Non seulement l'univers de la mer est l'âme du tableau, mais elle en prend possession physiquement. » - Patrick-F. Barrer[24]
- « Ses premières œuvres montrent une robuste figuration traitée par larges touches de couleurs vives; vers 1963, il incline vers une peinture allusive, un paysagisme qui effleure l'abstraction, vers un art de méditation qui doit beaucoup à Jacques Villon et Bonnard dans le style clair et constructif des espaces colorés et diaphanes des interprétations de la nature. » - Gérald Schurr[25]
- « Sa peinture reflète plus que jamais la joie de vivre. Sensible, elle cherche à traduire l'apparence toute relative de la nature sous les effets lumineux propres à chaque région et aux différents moments de la journée. Les harmonies se font plus violentes et chaudes (rouges, orange, jaunes) dans ses paysages méditerranéens, alors qu"elles sont assourdies et diffuses pour chanter les sites bretons. Dans les deux cas, les compositions s'imposent avec plénitude en larges plans horizontaux qui se superposent à partir de touches rectangulaires. Tout en ordonnant ses sensations, Morvan poursuit dans la voie du lyrisme. » - Lydia Harambourg[5]

## Collections publiques

### France
- Département des estampes et de la photographie de la Bibliothèque nationale de France, Marée basse, lithographie originale, Éditions Bellini, 1978[14]
- Musée national d'art moderne, Paris
- Musée d'art moderne de la ville de Paris
- Musée des beaux-arts et d'archéologie de Besançon
- Centre national Jean-Moulin de Bordeaux, Nuit et brouillard, suite de près de 70 peintures, sculptures, fusains, gouaches, encres de Chine, médaille
- Musée des beaux-arts de Brest, Grève bretonne, huile sur toile, 40,4 x 80,4 cm[26]
- Musée Rimbaud, Charleville-Mézières, Poésies: vers nouveaux et chansons d'Arthur Rimbaud, ouvrage enrichi de lithographies originales de Jean-Jacques Morvan, Société des bibliophiles de l'Est, 1963
- Maison de la Culture du Havre.
- Musée Cantini, Marseille, Le bar à El Arena, huile sur toile, 1958[4]
- Musée Ziem, Martigues
- Musée des Jacobins de Morlaix
- Musée national du sport[27], Nice
- Musée des beaux-arts d'Orléans
- Musée des beaux-arts de Pau
- Musée Saint-John-Perse, Pointe-à-Pitre
- Fonds national d'art contemporain, Puteaux
- Musée d'art et d'industrie de Saint-Étienne
- Musée Paul-Valéry, Sète
- Musée des beaux-arts de Tours
- Musées des villes de Strasbourg - Mulhouse
- Bibliothéque municipale d'Angers, lithographies originales, donation Jean-Pierre Geay[28]

### Autres pays
- Musée du Vatican, Rome
- Musée Folkwang, Essen
- Musée d'art et d'histoire de Neuchâtel, legs Yvan et Hélène Amez-Droz[29]
- Château de Villa, Sierre (Suisse)
- Musée des beaux-arts de Djakarta (Indonésie) (en)
- Madrid (Espagne)
- Yaoundé (Cameroun)

## Collections privées
- Catherine Sauvage

## Œuvres monumentales
- Visage de Jean Moulin, monument en marbre et bronze, Orgon, 1993

## Prix et distinctions
- Chevalier de la Légion d'honneur[30]
- Prix du Peintre, 1956[9]
- Prix Abd-el-Tif, 1957
- Grand Prix de la Ville de Beaune, 1963
- Grand Prix international du Gemmail, 1964
- Médaille d'or Salon de la Marine, 1974
- Prix Réminiscence et Présence - Bordeaux, 1976
- Médaille d'Argent - Ville de Bordeaux, 1976
- Prix de la Ville de Madrid, Biennale Internationale des Sports et des Beaux-Arts - Madrid, 1977
- Médaille d'or, Salon des Artistes Français, 1978
- Peintre officiel de la Marine, 1977[31]
- Président du Groupe Monolithe - L'Art et la Cité, 1978
- Grand prix Sandoz, 1980
- Secrétaire général du Salon de la Marine, 1980. Secrétaire général des peintres officiels de la Marine de 1980 à 1984
- Membre du Jury du Salon de la Marine, 1994
- Membre du Jury et exposant à la Biennale européenne du grand prix de peinture de l'École supérieure de commerce du Conservatoire national des arts et métiers, 1995
- Membre du jury du prix littéraire des administrateurs des Affaires maritimes
- Vice-président de l'Association des peintres Officiels de la Marine, 1997

## Publications

### Écrits
- Dans une oreille de mer, texte manuscrit lithographié, imprimé par Éliane Thiollier
- A l'ombre de la pluie, poèmes et dessins originaux, éditions Connaître. Genève, 1958
- Recueil de dessins, 43 × 34 cm. Tiré à 80 exemplaires. Tous signés. Éditions Georges Fall. Paris, 1959
- Novy, poèmes et dessins à la gouache, édité par l'auteur. 196
- Dessins 1960-1961, recueil de 50 dessins imprimés par Michel Brient. 44 x 33cm
- À propos de...Jacques Villon, Delacroix, l'école de Paris, éditions Découvertes. Annemasse 1984
- Les couleurs du verbe être, texte enrichi de trois lithographies originales par l'auteur. Tirage de 50 exemplaires numérotés, Éditions Découvertes. Annemasse, 1964
- Morvan 51-57, 20 ans de peinture : Le temps d'un arbre, le temps d'un homme
- Têtes de plâtre, poèmes, éditions Guy Chambelland, 1973
- La soupe de pain perdu, roman, éditions Robert Morel, 1970
- Le temps hémophile, Journal d'un hiver canadien, poèmes. Éditions Deswarte, 1971
- Mes petites amoureuses, poèmes, éditions Amandine. Marseille, 1979
- Sur la pierre inclinée, poèmes et dessins, éditions Jacques Brémond, Avignon, 1980
- Parce que le temps ne va plus à pied et que l'amour reste en amont..., poèmes, éditions Amandine. Marseille, 1983
- Sandrine, poèmes, éditions Jacques Brémond, 1983
- Dérisions, poèmes, éditions Jacques Brémond, 1989
- Mes Penn Ar Bed, éditions Jacques Brémond, Avignon, 1992
- Lettre à Vonick, éditions Jacques Brémond, 1994
- Au pays et en galerne, éditions Jacques Brémond, 1997
- Dérisions II, éditions Jacques Brémond, 1997

### Ouvrages illustrés
- Le Grand Collège, poèmes d'Hermine Simoncelly, éditions Pierre Seghers. Paris 1951
- Le Passage des vivants, poèmes de Pierre Osenat, 1962
- Les poésies complètes d'Arthur Rimbaud, société des Bibliophiles de l'Est. 1963
- Rencontre avec Jean-Jacques Morvan, texte de Nicole et Paul Bosson, éditions Découvertes. 1964
- Pierres chaudes, texte de Guy de Belleval, dix-sept lithographies originales, éditions Découvertes, 1965
- Célébration de l'éponge, texte de Pierre Ferran, éditions Robert Morel, 1969
- Parcours, poèmes de Jean-Pierre Geay, éditions Deswarte 1972
- Les Amours jaunes, poèmes de Tristan Corbière, cent trente-six lithographies originales, 135 exemplaires numérotés, éditions Main Pierre, Paris, 1976
- L'Innominé, poèmes d'Hélène Cadou, éditions Jacques Bremond 1980
- Anima 5 en cendres, poèmes, éditions Jacques Bremond 1982
- Styles de..., texte de Jean Chaumely, éditions Ciment Lafarge, de 1975 à 1983. A participé aux différents volumes de la collection Styles : Provence, Normandie, Bretagne, Languedoc, Pays de Loire, Paris, Montagne.
- La Longue Lettre de Vancouver, poèmes de Robert Piccamiglio, éditions Jacques Brémond, 1986
- Au partage des eaux, texte de Jacques Brémond, Les Éditions du Noroît et La Bartavalle, 1987

## Carrière au théâtre

### Comédien
- Rimbaud dans La Saison en enfer, prix d'Avant-Garde au concours des Jeunes Compagnies, 1948
- Le Roman de la rose
- François Villon
- L'Arbre de la liberté, mise en scène de Roger Blin
- Roméo et Juliette
- 1954 : Édouard II de Christopher Marlowe, mise en scène Roger Planchon, Théâtre de la Comédie Lyon

### Scénariste
- Les Nuits décousues, série d'émissions poétiques pour la Chaîne Nationale 1952-1957. Il en écrit les textes et montage. Les enregistre comme comédien avec Roger Blin, Catherine Sauvage, François Chaumette.
- Dansons la capucine, évocation radiophonique de l'histoire du Premier mai. Dramatique d'une heure trente
- Deux silex pour un amour armé, spectacle total 1961
- Terre espagnole, montage poétique interprété par Catherine Sauvage, Herrera Peterré, Roger Blin, mis en scène par ce dernier. Douvaine 1959
- Nègres, nègres, montage poétique interprété par Catherine Sauvage, Roger Blin, Toto Bissainthe, Mathilde de Beauvoir, la troupe des Griots. Mis en scène par Roger Blin. Douvaine, 1959
- L'homme qui venait du froid, évocation dramatique en 5 actes de la vie de Van Gogh en Provence. Festival d'Arles, 1965
- Le Temps d'une vague, le temps d'un arbre, montage poèmes et chansons, protections, œuvres peintes. Avec Catherine Sauvage. Maison de la Culture. Rennes, 1970
- Les Couleurs du verbe être, montage. Maison de la Culture. Orléans 1970 À l'occasion des « 20 ans de peinture » au musée des beaux-arts d'Orléans.
- Les Couleurs du verbe être, film en 16 mm, en couleur Une version longue de 50 minutes pour les expositions. Une version courte de 13 minutes pour les télévisions française et suisse (en collaboration avec Guy de Belleval, texte dit par Catherine Sauvage, production Eurocitel, Paris, 1970.